# Walter Vaz
Walter Vaz Correa (nacido el 24 de mayo de 1990 en Montmorency-Beaufort) es un futbolista francés de ascendencia bisauguineana. Actualmente se encuentra en Hong Kong Rangers FC.

## Trayectoria

### River Plate
Desde principios de 2014 comenzó a jugar en River Plate de Uruguay.

### El Tanque Sisley
Para la temporada 2015-16, Walter ficharía por El Tanque Sisley.
El 2 de abril de 2016, por la Jornada 7 del Campeonato Uruguayo 2015-16, Walter convertiría el primer gol de su carrera a Nacional, en el empate 1 a 1 parcial, encuentro que terminaría 3 a 1 a favor de Nacional.

### Härnösands
El 7 de abril de 2018, Vaz hizo su primera aparición en un partido del club sueco Härnösands FF.

## Biografía
En busca de un mejor porvenir, la madre de Walter Vaz tomó la decisión de ir por el sueño americano. Tomó a su madre y sus seis hermanos y marcharon. Indocumentados. Cuando descendieron del avión en Miami chocaron con los controles aduaneros que impidieron el ingreso. Pasaron un día entero en el aeropuerto hasta lograr su cometido. De vivir en Francia se pasó a sobrevivir en Estados Unidos. A los dos años de estar en Miami se enroló en equipos amateur y se hizo de un nombre. Le pagaban US$ 50 por partido. Hasta que fichó en el equipo de un uruguayo que lo contactó con el empresario Gabriel Morales y surgió la idea de venir a Uruguay.

## Clubes
| Club                 | País      | Año           | Partidos | Goles |
| -------------------- | --------- | ------------- | -------- | ----- |
| River Plate          | Uruguay   | 2014 - 2016   | 12       | 0     |
| El Tanque Sisley     | Uruguay   | 2016          | 17       | 1     |
| Southern District    | Hong Kong | 2016-2017     | 8        | 2     |
| Hong Kong Rangers FC | Hong Kong | 2017-2018     | 5        | 0     |
| Härnösands FF        | Suecia    | 2018-presente |          |       |